# Batalla de Colonia del Sacramento (1826)
La batalla de Colonia del Sacramento fue la primera acción ofensiva de la pequeña armada de la República Argentina contra las fuerzas navales y plazas fuertes del Imperio del Brasil durante la guerra que enfrentó a ambas naciones entre 1826 y 1828.

## Antecedentes
Con la excusa de combatir a las fuerzas de José Gervasio Artigas, los luso-brasileños invadieron entre 1816 y 1820 la Provincia Oriental y la incorporaron al Reino Unido de Portugal, Brasil y Algarve con el nombre de Provincia Cisplatina. Tras la Independencia de Brasil en 1822, el emperador Pedro I mantuvo la ocupación.
El 19 de abril de 1825 con el apoyo de Buenos Aires, Santa Fe y Entre Ríos, una pequeña expedición que pasaría a la historia como de los Treinta y Tres Orientales desembarcó en las costas orientales del río Uruguay iniciando un levantamiento generalizado de la campaña. El Congreso de la Florida solicitó reincorporarse a las Provincias Unidas del Río de la Plata, lo que fue aceptado por el Congreso Argentino ocasionando que Brasil 
declarara la guerra, paso que dieron a su vez las Provincias Unidas el 1 de enero de 1826.
La República Argentina puso al mando del ejército a Carlos María de Alvear, mientras que encargó al almirante Guillermo Brown la conformación de una escuadra. Brasil contaba con el doble de efectivos mientras que su flota (80 unidades, algunas de gran porte) era varias veces superior en número y potencia de fuego a la pequeña flota republicana. La escuadra brasileña estableció rápidamente un bloqueo, al que la República respondió con acciones de corso y salidas audaces de su exigua escuadra.
A comienzos de febrero de 1826 la Asamblea Legislativa eligió a Bernardino Rivadavia como presidente de la República. Luego del combate de Punta Colares (9 de febrero de 1826) que dejó como principal resultado un sumario solicitado por el comandante de la escuadra Guillermo Brown a varios jefes en razón de su resistencia a entrar en combate dejándolo solo frente al enemigo, la escuadra republicana inició su campaña contra la Colonia del Sacramento.

## Acciones iniciales

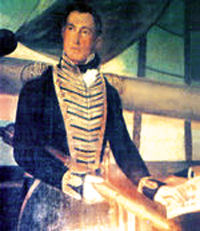
Brown (óleo de F.Goulu, 1825).

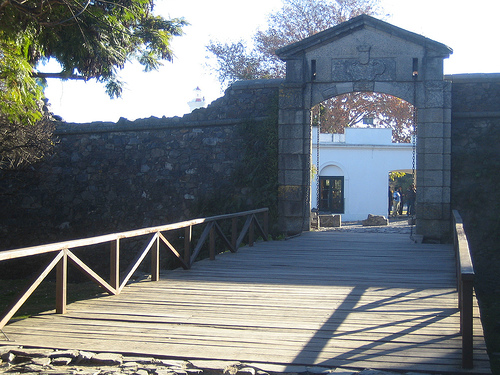
Fortaleza de Colonia.

Las fuerzas imperiales habían fortificado la plaza con 1500 infantes y varios buques de guerra al mando de Frederico Mariath: el bergantín Real Pedro (Mariath), el bergantín goleta Pará (teniente 1° Franca) y las goletas Libertad del Sur (teniente 1° Regis) y Concepción (teniente 2° Thomas Thompson). La posición servía de apostadero a las naves brasileñas, dominaba la isla Martín García, todavía controlada por Brasil, y permitía dar apoyo cercano a las flotillas que recorrían los ríos Uruguay y Paraná atacando el tráfico fluvial.
Félix de Azara describía Colonia de esta manera: "El puerto de la Colonia es pequeño y mal abrigado del lado de los vientos más fuertes y más peligrosos del país, es decir, del sudoeste al sudeste, si bien está un poco defendido por las islita de San Gabriel, por otras aún más pequeñas y por un banco de arena que cubre la entrada. Las aguas del río de la Plata, en el momento de su salida por la costa, tienen a veces una velocidad de seis millas por hora. Este puerto tiene de seis a siete brazas de fondo."
El 21 de febrero de 1826, el comandante Brown condujo a la 25 de Mayo (insignia), y los bergantines Congreso Nacional, General Belgrano, República Argentina y General Balcarce, y la Sarandí a través del río.  Durante los próximos dos días, estos busques estuvieron sometidos a una serie de nuevas maniobras de navegación para familiarizar a los nuevos comandantes de flota, los cuales ocuparon los puestos dejados por aquellos capitanes sumariados por abandonar sus puestos en batalla. Días después, ya reorganizada la escuadra, Brown zarpó con sus seis buques rumbo a Colonia del Sacramento.
El 23 de febrero la flota se encontró con un cutter (embarcación de vela que tiene bauprés, un mástil colocado más a popa que en el sloop) que regresaba de Montevideo. Por medio del capitán de ese navío, Brown se enteró de que los brasileños se estaban abasteciendo cerca, por lo que decidió hacer una misión de reconocimiento para dar con el paradero exacto de las fuerzas enemigas. La escuadra brasileña encargada de vigilar la zona avistó las naves al amanecer del día 24 de febrero. El comandante Brown se retiró rápidamente una vez vista la situación de la flota del vicealmirante Lobo, el objetivo principal de Brown fue el puesto imperial de Colonia por lo que puso rumbo hacía Colonia del Sacramento, sitiada por fuerzas brasileñas durante casi un año. En las afueras de Colonia, fuerzas de milicias orientales comandadas por Juan Arenas hostigaban a los invasores y Brown contaba con efectuar un ataque coordinado sobre la plaza.
Brown quería cortar la línea marítima mantenida por las fuerzas navales brasileñas. Estos tenían control sobre las aguas del Río de la Plata y sus rutas fundamentales. Al mediodía del 25 de febrero la escuadrilla se presentó al sur del puerto de Colonia. Los centinelas brasileños ubicados en la muralla de Colonia fueron sorprendidos por la flota del coronel. El despliegue efectuado por el vicealmirante Lobo dejó en Colonia sólo cuatro pequeños buques. Mariath dio órdenes de inmediato para que el Real Pedro, el Pará y la Libertad del Sur fueran acoderadas y encalladas junto al muelle presentando sus bandas a la línea republicana. Ordenó también desembarcar 8 piezas de artillería formando dos baterías, una en el sitio denominado Tambor que dominaba el área de un posible desembarco y otra entre el fuerte y el baluarte. Solo quedó la Concepción a flote por si había que buscar ayuda o realizar alguna acción ofensiva.
Pasado el mediodía, Brown envió un bote con bandera de parlamento y una intimación redactada formalmente en la cual exigía la rendición de las fuerzas del gobernador Manuel Rodrigues en un plazo de veinticuatro horas para evitar la destrucción de la ciudad y pérdidas humanas. Esta intimación fue recibida por Mariath a bordo del Real Pedro y trasladado a tierra. 
Debido al viento, no pudo volver hasta la madrugada. Era ya el 26 de febrero cuando Brown conoció la respuesta de su adversario, el brigadier Manuel Jorge Rodrígues: "El Brigadier de  los ejércitos Nacionales e Imperiales y Gobernador de esta plaza, responde en su nombre y en el de toda la guarnición que tiene la honra de mandar a la intimación del señor General en Jefe de la Escuadra de la República Argentina, que la suerte de las armas es la que decide la suerte de las plazas".
Este ultimátum fue rechazado por el gobernador. Al no tener novedades de las fuerzas orientales, Brown inició el ataque a las 8:00 horas, avanzando por popa hacia el puerto, iniciándose pronto un intenso intercambio de balas y metralla que se mantuvo hasta las 10:00, hora en que Brown envió un nuevo parlamento. Sin más éxito que el anterior pero intentando ganar tiempo que aprovechó para efectuar reparaciones. En las maniobras previas a reiniciar el combate el bergantín Belgrano bajo el mando de Leonardo Rosales, nave lenta y de pesada maniobra, se fue sobre la restinga de piedras y varó al alcance de la artillería brasileña terrestre y naval. Mientras varaba momentáneamente la Sarandí y el resto de la flota intentaba apoyarlos, recibiendo el fuego concentrado del enemigo, Rosales respondió con la artillería de una banda mientras intentaba aligerar el buque trasladando la artillería de la opuesta a una cañonera, sin conseguir zafarlo. A la tarde cayó el palo de proa y el daño era extenso. En las últimas horas de la tarde salió la goleta Concepción a cañonearlo, acompañada por varios lanchones del puerto con tropas de tierra. Al fracasar el abordaje por la resistencia de la reducida tripulación que se mantuvo en cubierta al mando de Rosales, las lanchas se retiraron mientras que la Concepción aprovechaba la creciente oscuridad para dirigirse a Montevideo por refuerzos perseguida por la Sarandí que pronto encalló nuevamente. El bando argentino perdió un buque, diez hombres habían resultado heridos y siete muertos, incluido el sargento mayor Bartolomé Ceretti. Estas bajas argentinas alcanzaron a dos tercios de los involucrados.
Rosales nunca logró sacar su navío de la varadura: sometida esa noche y los siguientes dos días a un fuerte temporal, en la noche del 28 de febrero el bergantín finalmente se partió, cuando ya la totalidad de su artillería y la tripulación había sido transbordada.
Brown se vio forzado a pedir refuerzos inmediatos desde Buenos Aires. Se retiró a la isla de San Gabriel a reparar las averías, tratar a los heridos y aguardar las cañoneras que solicitó en su pedida de ayuda, mientras contactaba a Juan Antonio Lavalleja para asegurar una acción conjunta.

## Ataque nocturno a Colonia del Sacramento
En la noche, Brown escuchó ruidos de lucha alrededor del General Belgrano, provocados por el subteniente Thompson quien, junto con una dotación del Concepción intentaba abordar e incendiar el buque varado. Dicho ataque fue rechazado por la Sarandí. La desaparición de la Concepción le confirmó a Brown la rápida acción que debía tomar antes de que llegaran los refuerzos brasileños.
La Comandancia de Marina despachó la goleta hospital Pepa, junto a las cañoneras número 1, 4, 6, 7, 8 y 12, bajo el comando respectivo de Julio Fonrouge, Carlos Robinson, Jaime Kearnie, Francisco José Seguí, José Monti y Antonio Richiteli.
El 28 fueron recibidas las cañoneras, aunque con tripulación reducida, por lo que Brown completó sus dotaciones con los sobrevivientes del Belgrano y voluntarios de los restantes navíos de la escuadra y planificó un ataque sobre los buques enemigos. 
El plan consistía en atacar con dos cañoneras cada uno de los tres barcos brasileños que permanecían en puerto, con el propósito de capturarlos o quemarlos, distribuyéndose a ese último efecto "fajinas incendiarias, y camisas y frascos de fuego".

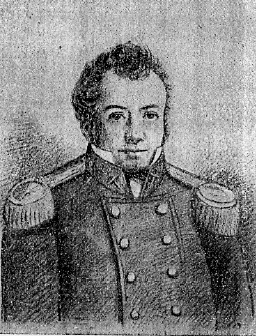
Leonardo Rosales.

El 1 de marzo la escuadra dejó las islas y fondeo en el puerto pasando por un canal sondeado previamente (el 26, encontrándose un paso de 3 brazas), por el cual los defensores creían imposible pasaran buques mayores y que quedaba fuera del alcance de las baterías. Llegado el momento, Brown mandó distribuir una ración de grog a los atacantes, y con palabras de aliento les recomendó disciplina y humanidad. A las 22:30, envueltos los toletes de los remos en trapos para no ser oídos, se pusieron en marcha las 6 cañoneras argentinas desde las cercanías de la 25 de Mayo, divididas en dos grupos mandados el de babor por Leonardo Rosales (desde la cañonera N.º 1) y el de estribor por Tomás Espora (en la 12), quien comandaba la operación. 
A medianoche la incursión fue descubierta recibiéndose un intenso fuego desde la fortaleza, al que pronto se sumó el de fusilería del regimiento N° 11 de Cazadores desplazado en el muelle bajo el mando del gobernador Manuel Jorge y la metralla a quemarropa de la batería de Tambor y las del baluarte. Para empeorar la situación, solo las cañoneras mandadas directamente por Rosales y Espora mantuvieron el objetivo, mientras que las cuatro restantes derivaban hacia las murallas a tiro de pistola de las baterías de los baluartes de Santa Rita y San Pedro de Alcántara, varando finalmente frente al muelle.
Sin atinar a refugiarse bajo el muelle y bajo fuego graneado pronto las cañoneras se encontraban cubiertas de muertos y heridos. El teniente Robinson (N°4) pudo mantener una breve resistencia y disparar su cañón hasta perder una pierna por un casco de metralla y ser luego muerto por un balazo. Pronto, cayeron también su segundo, Curry, y la mayoría de sus tripulantes (solo sobrevivieron cuatro), así como el segundo de la N.º 6, Echevarría. Kearnie, comandante de la 6, y Turner, segundo de la 7 también resultaron gravemente heridos. 
Mientras, Espora y Rosales habían conseguido abordar y tomar por asalto la principal nave enemiga, el Real Pedro. Trataron primero de librarlo de sus amarras y hacerlo flotar pero solo flotaba su popa y estaba amarrado por varias cadenas al muelle, por lo que una vez evacuados los defensores del buque, le prendieron fuego por ambas bandas y vueltos a las cañoneras se dirigieron en apoyo de los que se encontraban varados, a tiro de pistola del muelle. 

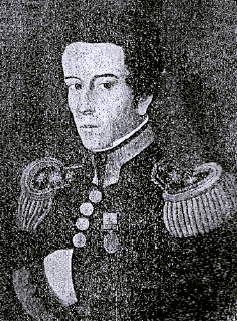
Tomás Espora.

Que Espora y Rosales se concentraran en el Real Pedro no era solo imposición de las circunstancias: al poco tiempo de incorporarse a la escuadra ambos comandantes se retaron a duelo, por lo que al enterarse Brown los llamó a su presencia y les ordenó que reemplazaran ese desafío por el ataque al bergantín Real Pedro. Sería Espora el primero en abordar el buque insignia de la fuerza brasileña en la Colonia, seguido rápidamente de Rosales.
Mientras, los sobrevivientes de las cañoneras pedían a gritos que cesaran los disparos y rendirse, pero las tropas imperiales mantuvieron el fuego. Tan solo la cañonera N.º 8 pudo ser recuperada a remolque bajo el intenso cañoneo enemigo, siendo gravemente herido Rosales. Emprendida la retirada quedaron bajo las murallas las cañoneras 4, 6 y 7, con 52 muertos y 80 heridos: «La jornada había costado a las dotaciones de la escuadra más de 125 muertos y heridos, además de alrededor de 80 prisioneros que lograron ganar a nado la costa. Los brasileños perdieron, asimismo, según noticias de origen argentino, cerca de 130 hombres, lo que indica que el ataque, aunque desfavorable en sus resultados, había sido encarnizado y sangriento.»
El ataque de las milicias orientales con que contaba Brown no se produjo de manera coordinada. Juan Antonio Lavalleja tomó nota de la situación pero fue tarde:

«Durazno, Marzo 3 de 1826. A estas horas que son las diez de la noche acabo de recivir comunicaciones del Comandante de la linea de la Colonia, y del Comandante Gral. de las fuerzas navales D. W.Brown datadas en 28 del próximo pasado Febrero en las que el primero me da parte del movimiento que hizo la Escuadra Nacional posecionándose de la rada de la Colonia, y poniendo con sus fuegos en la mayor consternación aquella Plaza, y que sin duda hubiese sucumbido á haberse convinado un movimiento general por las fuerzas de tierra, y el segundo anuncia el movimiento pero sin la anticipación que para obrar era necesariamente indispensable; por lo que la corta fuerza de la citada linea no pudo obrar como lo hubiera hecho con una anticipada convinación. En vista, de lo expuesto, he determinado que un Oficial de mi confianza pase inmediatamente al citado punto de la Colonia, y que acuerde con el expresado Comandante Gral. de las fuerzas Navales los medios para realizar la segunda empresa, y conseguir los fines que en ella se proponga; sin que esta medida de ningún modo altere lo que con V. E. hé acordado y sobre cuyo particular ya he tomado mis disposiciones. — Tengo el honor de saludar á V. E. con la mas distinguida concideracion y aprecio.— Juan Antonio Lavalleja — Exmo. Sor. Gral. en Gefe del Exto. Nacional Don Martín Rodríguez.»

En la tarde del 3 de marzo Brown envió un parlamentario para tratar respecto de los prisioneros, recibiendo garantías de que habían sido y serían tratados con consideración. A las 20:00 horas una cañonera se aproximó aprovechando la oscuridad e hizo fuego causando daños en los edificios del puerto. La distracción no fue aprovechada: un ataque de las fuerzas exteriores a la muralla recién se produjo a las 22 y con fuerzas insuficientes, las que fueron rechazadas sin inconvenientes.
El 4 de marzo comenzaron a llegar refuerzos a la plaza: 4 cañoneras y una lancha. A las 10:00 del día siguiente arribaba un bote de Montevideo con 12 barriles de pólvora y a las 14 se divisaba un bergantín brasilero aguas afuera. 

El 6 de marzo estaban ya a la vista de Colonia el grueso de las fuerzas de apoyo brasileñas: las corbetas Liberal, Itaparica y Maceió, los bergantines Caboclo, Januaria y Río de la Plata, las goletas Concepción y Alcántara, un cutter armado como brulote, un lanchón y cinco mercantes con abastecimientos y municiones. Mientras que la fragata Emperatriz permanecía fondeada a tres millas. Debido a la calma de la marea, les tomó a los buques brasileños otro día y medio en llegar dentro del alcance de Colonia. Lobo decidió mantenerse fuera del peligro hasta que pudo establecer la verdad. Dos pequeños botes llegaron hasta la Liberal con cartas del gobernador Rodrigues y el capitán Mariath con informes sobre la situación y un pedido de auxilio inmediato. La situación de Brown en Colonia se hacía insostenible, pero la escuadra imperial no atacó, temiendo que estuvieran en poder argentino las baterías de tierra, limitándose a mantenerse aguas afuera y a establecer comunicaciones con la plaza. Lobo envió a ciudad de Colonia hombres y municiones, junto con cartas. Dentro de una de ellas, dirigida al gobernador Rodrigues se encuentra la siguiente cita:
La gente dice que parece increíble que un escuadrón imperial compuesto por más de cuarenta velas pueda permitir que seis buques enemigos ataquen Colonia.

Brian Vale, Una Guerra entre ingleses. Brasil contra Argentina en el Río de la Plata 1825-1830, 70.
Recién el 11 de marzo Lavalleja con 200 hombres reforzó la posición y se entrevistó con Brown en la 25 de Mayo para planificar un ataque conjunto. Sin embargo para esa fecha, con las fuerzas navales imperiales concentradas en el área de Colonia, las bajas sufridas y la superioridad de artillería enemiga, el tercer ataque era ya inviable. Brown decidió intentar burlar el bloqueo y partir con el objetivo de dividir a las fuerzas enemigas, batirlas separadamente y retornar sobre Colonia, pidiendo a Lavalleja que hasta ese momento permaneciera en la posición: 

«Fragata 25 de Mayo, Puerto de la Colonia, Marzo 12/826. Saviendo á la evidencia que deve reunirse á la Esquadra enemiga que esta á la vista, las fuerzas marítimas que tienen en Martin García y Uruguay; me veo en la necesidad de dejar este punto y hacer todo empeño a conseguir darles un golpe á unos ó á otros antes que consigan reunirse y si fielmente consigo cortarlos el triunfo sobre qualquiera de ellos sera nuestro. 
Ya he dicho á V. E. anteriormente que lo único que puede quitarle á nuestra Escuadra un día de Gloría es la Fragata Emperatriz pero esta por su calado no podra nunca hacer nada á menos que los demás buques busquen su protección como lo han hecho antes, y esto ha sido donde esa Fragata pueda maniobrar como de bancos afuera. 
En consequencia yo espero que VE quedara el punto qué actualmente ocupa estrechando todo lo posible al enemigo hasta saber el resultado de las operaciones de nuestra Escuadra; y me lisonjeo que el resultado sera feliz, siempre que tenga efecto el proyecto de cortarlos, y de este modo creo sin duda alguna que nuestra empresa sobre la Colonia sera facilisima. Con este motivo tengo la honrosa satisfaccion de rapetirme de VE con toda consideración. Muy atento y seguro servidor— W. Brown — Es copia — Lavalleja.»

El día 13 la Concepción consiguió pasar entre las naves argentinas y llegar a tierra con abastecimientos. Lavalleja por su parte intentó un asalto a las murallas con alrededor de 1000 hombres, el que fue rechazado por los defensores, con treinta bajas aproximadamente en cada bando. Esa misma noche la flota republicana hizo velas y consiguió pasar entre la escuadra imperial, que contrariamente a lo previsto por Brown no se atrevió a seguirlo, impidiéndole intentar dividir a sus adversarios.
El día 14 el puerto de Colonia estaba vacío. Brown ejecutó una retirada planificada, escapando hacia el noroeste y a través de los canales de las islas Inglesas y de Hornos. Con la certeza de que esa ruta era imposible, Lobo apostó dos pequeñas goletas para la vigilancia, que fueron eludidas por Brown. Las fuerzas de las Provincias Unidas perdieron un bergantín, tres cañoneras y más de trescientos hombres en el asalto. No obstante, Colonia del Sacramento permaneció bajo poder brasileño.
El ataque y la intervención de Lavalleja generó la oposición del Comandante en Jefe del Ejército de Operaciones, Martín Rodríguez, quien efectuó al respecto un duro planteo al gobierno, poniendo en duda incluso las cifras de bajas:

«Sn. José Marzo 18 de 1826. Por la nota original del Exmo. Gobernador de esta Provincia y la del Gral. en Gefe de nuestra Escuadra, que el Gral. en Gefe del Exercito de operaciones en la banda oriental adjunta, verá el Sr. Ministro de la Guerra una parte del desagradable resultado que há tenido el movimiento del Exmo Gobernador sobre la Colonia sin conocimiento ni expresa orden del Gral. en Gefe de que depende; y aunque en ella le avisa haber tenido veinte y seis heridos y trece muertos, con todo, el Gral en Gefe há savido extrajudicialmente haber sido en número mayor, lo mismo que la que há sufrido la Escuadra, que á más de la pérdida del Bergantín Belgrano y tres Lanchones, há sufrido la de ciento y tantos hombres.
Estos presentimientos que desde aquel momento ocurrieron al Gral en Gefe, le hicieron librar inmediatamente orden para que retrogradara toda la Infantería, pero fue en vano por hallarse ya esta y el Exmo Gobernador sobre la Plaza y según se vé, ocurrido ya el suceso. Esto mismo le había patentizado la necesidad de excusar en lo sucesivo tamaños males que solo son efecto de la impericia militar, y por ello, y á fin de evidenciar sin perder instantes, la organización del Exto que aun se halla incompleta por la falta de los contingentes sobre que tanto há hablado y prevenido al Exmo.Gov., le ha ordenado con reiteración remita á la mayor brevedad á este Cuartel Gral las fuerzas con que se halla, sin perjuicio de reunir cuanta cavalleria mas sea posible, á ecepcion de doscientos hombres que há dispuesto queden á las ordenes de un xefe experto sobre la citada Colonia haciendo la Guerra de recursos á aquella Plaza, lo propio que sobre Montevideo al mando del Teniente Coronel D.Manuel Orive, la que hasta hoy conserva, para que tomando aquella la aptitud que debe, guarde uniformidad con lo demas del Exto. El Gral en Gefe que subscrive espera que el Sr. Ministro á quien se dirige quiera ponerlo en el conocimiento del Exmo Sr. Presidente de la República para sus acertadas deliveraciones. El mismo Gral saluda al Sor Ministro y le asegura su distinguida consideración y alto apresio. — Martín Rodriguez — Sr. Ministro Secretario del Gobierno de la República en el Departamento de la Guerra.»

El 15 de marzo arribó también a Colonia siguiendo órdenes del almirante Rodrigo Lobo la escuadra de la Tercera División Naval Imperial al mando de Jacinto Roque de Sena Pereira, que guarnecía la isla Martín García y operaba sobre el acceso a los ríos Paraná y Uruguay. Desembarcó en Colonia la guarnición de la isla y 119 oficiales y soldados brasileños que tras ser prisioneros de las fuerzas argentinas en Paraná, se habían fugado el 5 de marzo y permanecían allí esperando su repatriación. Al abandonar la isla y siguiendo órdenes, Sena Pereira destruyó las instalaciones y clavó los cañones. 
Lobo justificó esa decisión afirmando que «de nada nos sirve perdida la plaza de Colonia, y perdida esta, está perdida la margen oriental, restando solo Montevideo; y controlada Colonia y la margen oriental, se podrá recuperar esa isla con una expedición.»
La escuadrilla republicana regresó a Buenos Aires. El 1 de abril se efectuó en el Convento de San Francisco un homenaje a los oficiales caídos en combate. Desde las 10 los buques en la rada dispararon un cañonazo cada quince minutos hasta finalizar la ceremonia, a la que siguió una descarga cerrada de fusilería y 7 disparos de cada buque.

## Consecuencias
El ataque a Colonia, si bien fue incendiado el bergantín imperial Real Pedro, implicó duras pérdidas para la escuadra republicana, perdiendo un bergantín, tres cañoneras y sufriendo fuertes bajas. Brown, irritado nuevamente con parte de sus oficiales achacaba el fracaso a la «incapacidad e insubordinación de los oficiales inferiores» y calificaba la operación como la «mayor pérdida de las que los argentinos habrán sufrido durante la guerra».
Pero aún fracasado el objetivo, el ataque a Colonia tuvo dos consecuencias estratégicas fundamentales. Una de cara a la opinión pública, tanto argentina como brasilera: una flota muy inferior en recursos no solo burlaba el bloqueo sino que tenía la audacia de atacar a su adversario en una de las principales plazas fuertes del territorio que controlaba. Esto forzará finalmente al reemplazo de los mandos imperiales: conocida la noticia del ataque en Río de Janeiro, Lobo fue convocado a la capital imperial y reemplazado interinamente por el jefe de división Diogo Jorge de Brito.
La otra consecuencia fue el abandono por los imperiales de la isla Martín García, inexplicable error que Brown sabrá aprovechar de inmediato ocupándola, artillándola y utilizándola con habilidad en la aplastante victoria en la Batalla de Juncal.